# Parque nacional Tolhuaca
El Parque nacional Tolhuaca se encuentra enclavado en los faldeos cordilleranos de la comuna de Curacautín, provincia de Malleco, Región de la Araucanía, Chile. Posee una extensión de 6474 hectáreas. Es valorado por su riqueza forestal y por las formaciones geológicas que causan sus característicos relieves montañosos. Aunque se encuentra fuera del parque, el volcán Tolhuaca aporta con su presencia a la composición del paisaje.
El Parque fue creado el 16 de octubre de 1935, sobre un sector de 3500 hectáreas desafectado de la Reserva nacional Malleco. En 1985 se produce una segunda desafectación de la Reserva, quedando el Parque con su superficie actual de 6474 hectáreas. Cabe destacar que la Reserva nacional Malleco fue la primera área silvestre protegida de Chile y también de Sudamérica, por ende, el área protegida en el parque nacional Tolhuaca, es una de las más antiguas de Sudamérica, junto con Malleco.

## Flora
En las partes más altas del parque predominan los bosques de coigües, lenga y araucaria, en estas últimas es posible ver cómo en su tronco y sus ramas se desarrollan amarillentos líquenes. Las estaciones se ven reflejadas en los bosques. El verano está marcado por el verde de los bosques y su frondosidad, en cambio el invierno, por árboles de los que se aprecian solo sus ramas.

## Fauna
La Laguna Malleco acoge a una gran variedad de especies de aves acuáticas. La organización del parque registra cada mes la cantidad de aves acuáticas por especies que residen en la laguna, así como las que se reproducen y las que visitan dicho lugar, haciendo posible determinar con exactitud las especies que necesitan de protección. Entre las especies que viven en la laguna destacan la gaviota andina y distintas variedades de patos. También se pueden observar mamíferos como el coipo.
Los bosques del parque albergan animales pequeños, como el monito del monte, y otros más grandes, como el zorro chilla o el puma. Entre las aves se pueden encontrar a especies como el pájaro carpintero, el martín pescador, el chucao y la torcaza.

## Turismo
La principal actividad que se realiza en el parque es el excursionismo, aunque también se practica la pesca deportiva y la natación. Los sitios de mayor interés del parque son: 
- Salto del Malleco: caída de agua de 50 metros.
- Laguna Malleco: lugar de abundante fauna marina.
- Salto de la Culebra: caída zigzagueante de 49 metros.
- Laguna Verde: uno de los principales refugios de aves.

## Accesos
Existen dos accesos para llegar al parque. El primero es por el camino del Inspector Fernández, que sale a 5 kilómetros al norte de Victoria, desde el cruce hasta el parque son 50 kilómetros de camino ripiado. El segundo es por el camino de Curacautín a Termas de Tolhuaca hasta el kilómetro 34, y de allí hasta parque nacional. Ambos accesos son transitables en verano.

## Visitantes
Este parque recibe una cantidad reducida de visitantes cada año, principalmente chilenos y extranjeros en menor cantidad.
| Año         | 2012 | 2013 | 2014 | 2015 | 2016  | 2017 | 2018  | 2019  | 2020 | 2021  | 2022 | 2023 | 2024 |
| ----------- | ---- | ---- | ---- | ---- | ----- | ---- | ----- | ----- | ---- | ----- | ---- | ---- | ---- |
| chilenos    | 4349 | 6583 | 8381 | 7831 | 10929 | 8589 | 11047 | 13839 | 9171 | 18008 | 8940 | 2362 | 6510 |
| extranjeros | 245  | 373  | 306  | 305  | 341   | 280  | 283   | 246   | 119  | 0     | 0    | 0    | 0    |
| Total       | 4594 | 6956 | 8687 | 8136 | 11270 | 8869 | 11330 | 14085 | 9290 | 18008 | 8940 | 2362 | 6510 |